# Narasimharajapura
Narasimharajapura là một thị xã panchayat của quận Chikmagalur thuộc bang Karnataka, Ấn Độ.

## Địa lý
Narasimharajapura có vị trí 13°37′B 75°31′Đ / 13,62°B 75,52°Đ Nó có độ cao trung bình là 643 mét (2109 feet).

## Nhân khẩu
Theo điều tra dân số năm 2001 của Ấn Độ, Narasimharajapura có dân số 7441 người. Phái nam chiếm 51% tổng số dân và phái nữ chiếm 49%. Narasimharajapura có tỷ lệ 77% biết đọc biết viết, cao hơn tỷ lệ trung bình toàn quốc là 59,5%: tỷ lệ cho phái nam là 82%, và tỷ lệ cho phái nữ là 73%. Tại Narasimharajapura, 12% dân số nhỏ hơn 6 tuổi.